# Complexe du Caméléon

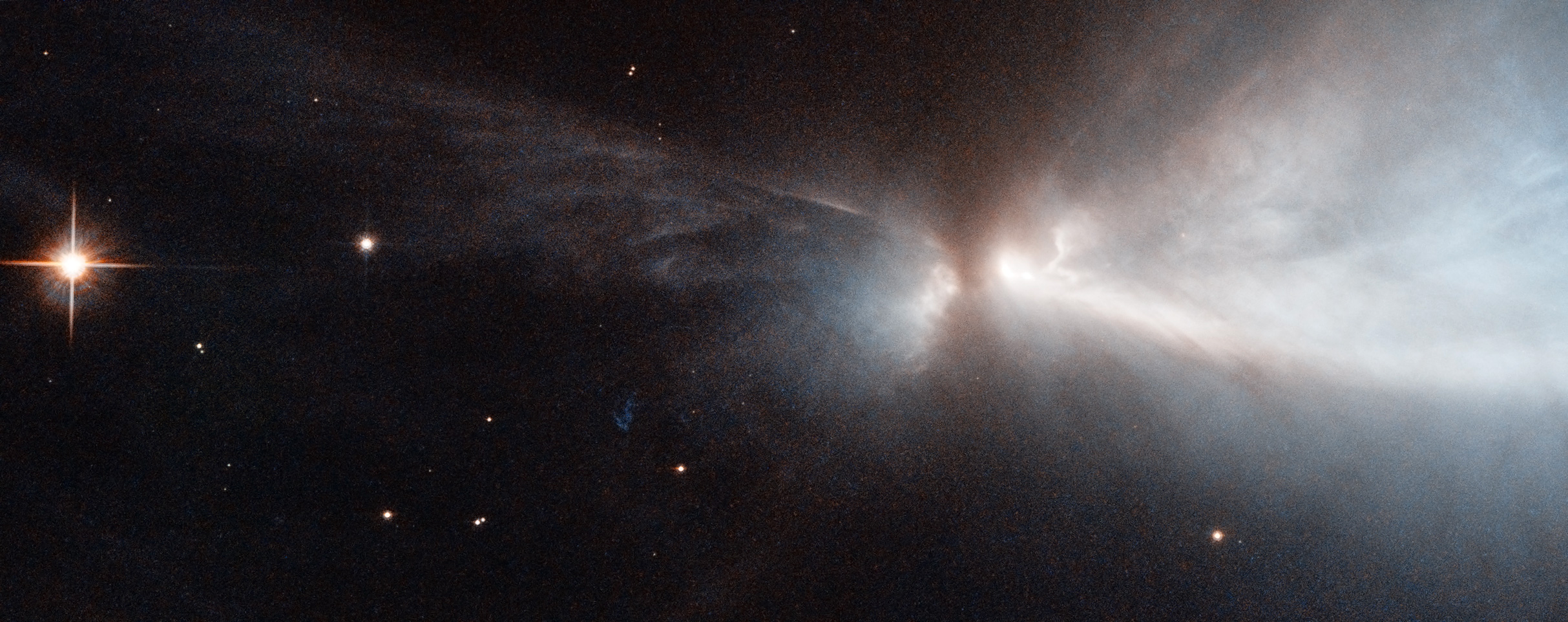
Étoile en train de se former dans le nuage du Caméléon.

Le complexe du Caméléon est une grande région de formation d'étoiles qui comprend les nuages sombres du Caméléon I, du Caméléon II et du Caméléon III. Il occupe presque toute la constellation du Caméléon et chevauche celles de l'Oiseau de paradis, de la Mouche, de la Carène et de l'Octant. La densité moyenne de sources de rayons X est d'environ une source par degré carré. 

## Nuage sombre du Caméléon I

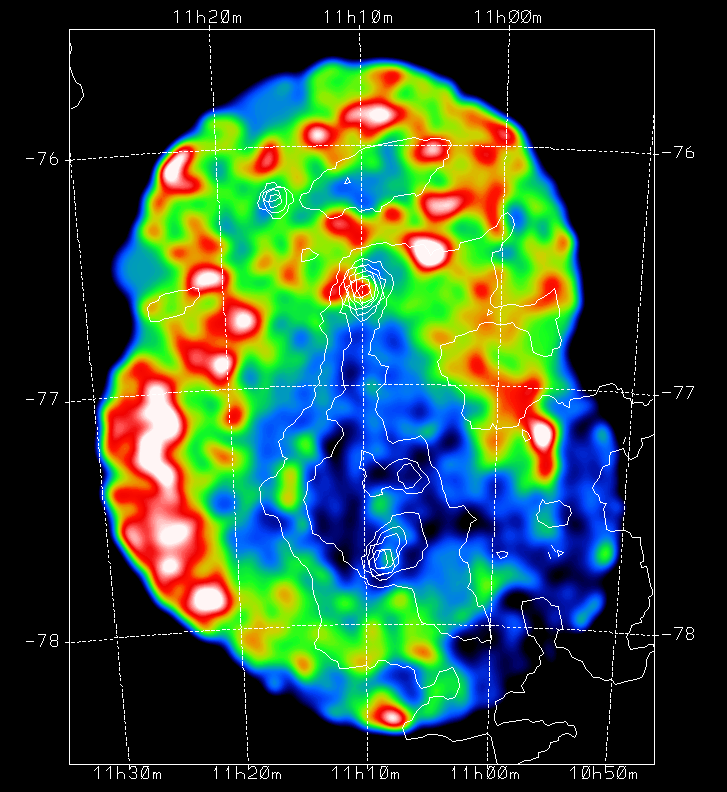
Image en fausses couleurs du nuage sombre du Caméléon I prise par ROSAT dans les rayons X entre 500 eV et 1,1 keV. Les contours correspondent aux émissions à 100 µm de poussières mesurées par le satellite IRAS. Crédit : D. Burrows, J. Mendenhall et E. Feigelson Penn State University utilisant le satellite américano-allemand ROSAT.

Le nuage du Caméléon I (en abrégé Cha I), situé à environ 160 pc (∼522 al), est l'une des régions de formation d'étoiles actives les plus proches de la Terre. Il est relativement isolé des autres nuages de formation d'étoiles, donc il est peu probable que des étoiles de la pré-séquence principale extérieures et plus anciennes aient dérivé dans le champ. La population stellaire totale est de 200-300 étoiles. Le nuage Cha I est subdivisé en nuage ou région nord et nuage sud ou nuage principal. 
HD 97300 émet des rayons X, illumine la nébuleuse en réflexion IC 2631 et est l'un des membres à la masse la plus élevée du nuage Cha I, de type spectral B9V. C'est une étoile Ae/Be de Herbig sans raies d'émission. 
Cha Halpha 1 est un objet de type spectral M8 dans le nuage sombre du Caméléon I qui a été identifié en 1998 comme étant une source de rayons X et en tant que tel, c'est la première naine brune émettrice de rayons X connue. 
Il existe environ soixante-dix à quatre-vingt-dix sources de rayons X dans la région de formation d'étoiles du Caméléon I. La source de rayons X d'Uhuru 4U 1119-77 se trouve dans le nuage du Caméléon I. Cette région source dans le nuage sombre du Caméléon I a été observée par ROSAT du 9 février 1991 à 22:14:47 UTC jusqu'au 18 février suivant à 17:59:12 UTC puis le 6 mars 1991 de 09:12:19 à 13:05:13 UTC. Ce nuage contient à la fois des étoiles T Tauri « faibles » (wTT) et des étoiles T Tauri « classiques » (cTT). La source 66 de ROSAT dans le Caméléon I, qui se situe à AD 11h 17m 36.4-37.9s, Déc -77° 04′ 27-50″, est une cTT, Caméléon I No. T56, aussi connue comme l'étoile cTT HM 32. 
Le nuage sombre du Caméléon I fut observé avec le Imaging Proportional Counter (IPC) présent à bord de l'observatoire Einstein pendant 2,5 heures les 23-24 janvier 1981, ce qui a permis d'identifier 22 sources de rayons X. Aucune de ces sources n'était à moins de 8 minutes d'arc de 4U 1119-77.

## Nuage sombre du Caméléon II

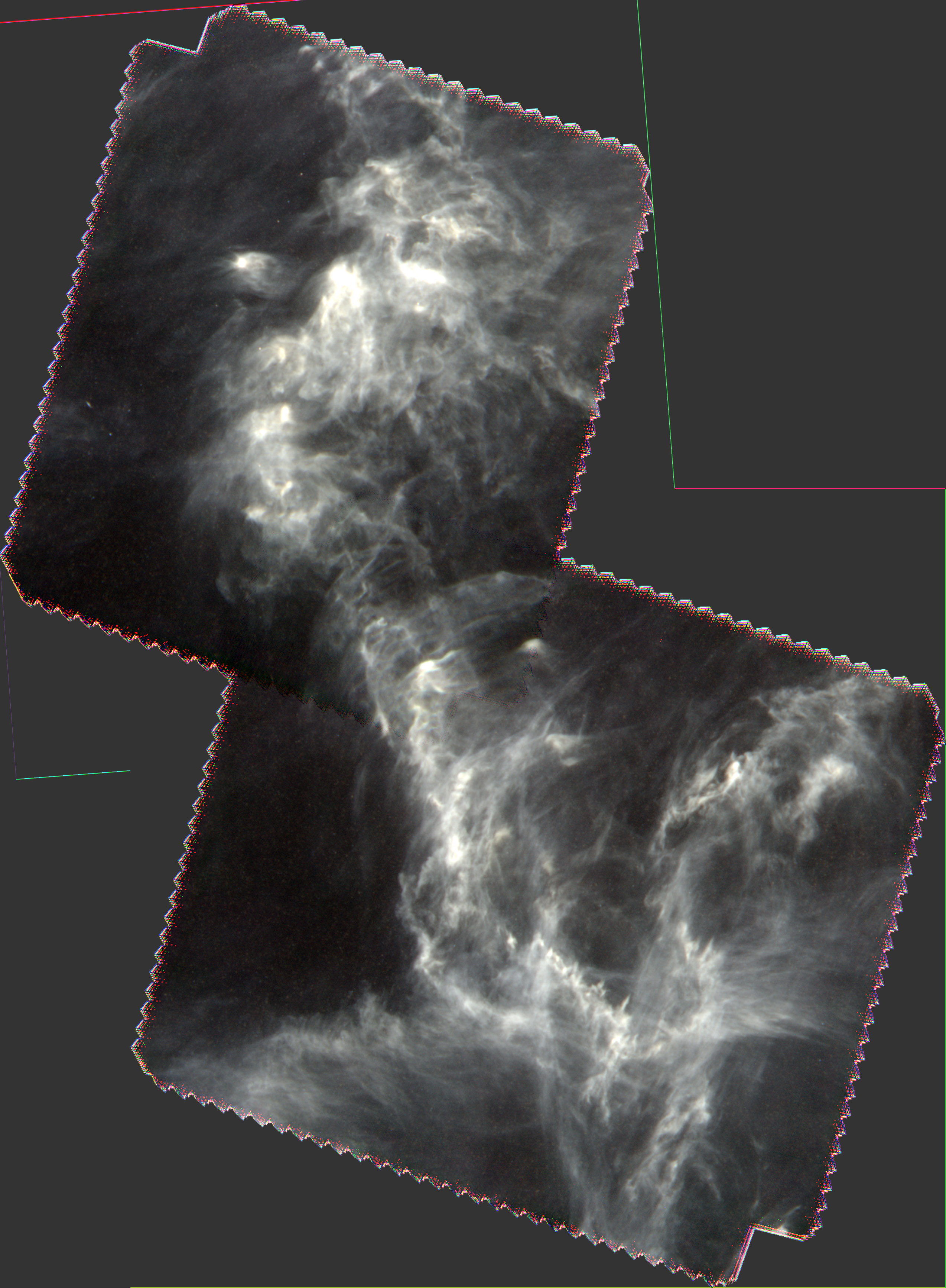
Image de l'IRSA du nuage sombre du Caméléon II et III

Le Caméléon II contient la source Uhuru 4U 1302-77. Il est proche de RXJ 1303.1-7706 aux coordonnées célestes  AD 13h 03m 04.70s, Déc -77° 06-55.0′, une nouvelle étoile wTT de type spectral K7-M0. Le nuage sombre du Caméléon II contient quelque 40 sources de rayons X. Des observations dans le Caméléon II ont été effectuées du 10 au 17 septembre 1993. La source RXJ 1301.9-7706, un nouveau candidat wTTS de type spectral K1, est la plus proche de 4U 1302-77. 

## Nuage sombre du Caméléon III
Le Caméléon III semble être dépourvu d'activité de formation d'étoiles en cours. 